# エミル・フランチシェク・ブリアン

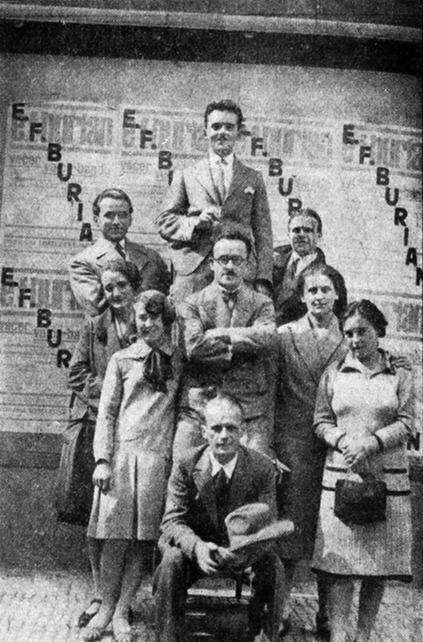
ブリアンとボイスバンド（1928）

エミル・フランチシェク・ブリアン（Emil František Burian, 1904年6月11日 - 1959年8月9日）は、チェコの作曲家、劇作家、演出家。

## 生涯
プルゼニ出身。父のエミル・ブリアンはバリトン歌手で、伯父のカレル・ブリアンはテノール歌手であった。プラハ音楽院に入学し、ヨゼフ・ボフスラフ・フェルステルに作曲を学んだ。ダダイスムと未来派の影響を受け、1927年に音楽院を卒業した後、ダダ劇団とボイスバンドを創設した。またすでに1923年にチェコスロヴァキア共産党に入党して社会主義思想の影響も受けており、1933年に左翼色の濃い劇団D34を創設した。
1940年からナチス・ドイツにより、テレージエンシュタット強制収容所に収監され、後にダッハウ強制収容所に移された。収容所では収容者のための文化活動を非合法で組織した。1945年5月3日、ブリアンを含む収容者を乗せた客船カップ・アルコナが連合国軍の爆撃で沈没したが、九死に一生を得た。
戦後は劇団D46を創設し、さらにブルノ劇場とカルリンのオペレッタ劇場の監督となった。1948年のチェコスロバキア政変後は、国会議員に選出され、軍に劇団D51を創設するなど社会主義政権の文化政策を推進し、チェコの現代演劇に強い影響を与えた。
作曲家としては6つのオペラ、5つのバレエ、カンタータ、交響曲、室内楽曲、ジャズバンドのための作品、付随音楽、映画音楽などの作品を残した。

## 文献
- Jiří Bajer: Vztah vyjadřovacích prostředků hudby, poezie a divadla v Burianově tvorbě dvacátých a třicátých let. In: Hudební věda 8, 1971, S. ISSN 0018-7003, 288–297.
- Jaroslav Jiránek: Burianův přínos slohovému vývoji české hudby meziválečného období. In: Hudební věda 8, 1971, ISSN 0018-7003, S. 277–287.
- Jaroslav Kladiva: E. F. Burian. Jazzová sekce, Prag 1982, (Jazzpetit 14).
- Ladislav Šíp: Česká opera e její tvůrci. Průvodce. Supraphon, Prag 1983, S. 229–234.
- Bořivoj Srba: Poetické divadlo E. F. Buriana. SPN, Prag 1971.
- Helena Valentová: Bubu z Montparnassu. Lyrická opera E. F. Buriana. In: Opus musicum 27, 1995, 1, S. 3–12.